# Anita Thallaug
Anita Thallaug (Bærum, 14 febbraio 1938 – 20 marzo 2023) è stata una cantante e attrice norvegese.

## Biografia
Ha partecipato all'Eurovision Song Contest 1963 con il brano Solhverv, in rappresentanza della Norvegia, classificandosi tuttavia all'ultimo posto, a pari merito con altri tre artisti.
La sorella Edith Thallaug era un'attrice e cantante d'opera.